# نوري شاكر الآلوسي
نوري شاكر الآلوسي (1924 في آلوس، الأنبار في العراق- 16 سبتمبر 1994 في بغداد، العراق) شاعر عراقي.

## حياته
قضى حياته في العراق ومصر ولبنان واليمن.
أنهى تعليمه قبل الجامعي بمدارس بغداد، ثم التحق بجامعة بغداد، ونال بكالوريوس في الأدب العربي، ثم نال الماجستير عن رسالته: «سبط ابن التعاويذي: حياته وشعره»، ثم حصل على الدكتوراه من جامعة بغداد عن موضوعه: «الصراع العربي الفارسي في الأدب العربي».
تولى التدريس الجامعي في بغداد، كما انتدب للتدريس في بعض جامعات القاهرة، والإسكندرية واليمن والسعودية،

## مؤلفاته
```
له عدة مؤلفات، منها:
```

- «سبط ابن التعاويذي، حياته وشعره - مطبعة الأزهر» - بغداد 1975[2]
- «الأبيوردي: حياته، دراسة في شعره القومي» - بغداد 1980،
- «عمق الشعور القومي في شعر أبي تمام الطائي»:[3] مطبعة التعليم العالي - بغداد 1989،
- «الزنادقة ودورهم التخريبي»: دار الشؤون الثقافية - بغداد 1990،

وله عدة مقالات نشرت في صحف ومجلات مختلفة، منها:
- «حالة الشعر في القرن السادس الهجري»: مجلة آداب بغداد - العدد (21) - المجلد الثاني - 1977،
- «حالة الشعر في القرن السابع الهجري»: مجلة الأستاذ - العدد الأول (1977 - 1978)،
- «الأبله البغدادي»: مجلة آداب المستنصرية - العدد (11) - 1985،
- «ابن المعلم الواسطي»: مجلة آداب المستنصرية - العدد (12) - 1986.